# Чурен
Чу́рен (болг. Чурен) — село в Болгарии. Находится в Пловдивской области, входит в общину Родопи. Население по последней переписи — 0 человек (2021).

## География
Село расположено в горной местности в 28 км по прямой к юго-западу от города Пловдив, связано с ним автобусным сообщением. К северу от села находятся несколько объектов рекреационного назначения, например, парк-отель «Родопи». В самом селе, кроме нескольких гостевых домов, имеется храм святого Илии Пророка, который в 2022 году был восстановлен из руин.

## История
Первые две переписи населения (1880 и 1887 годов) показывали село как центр общины Чурен околии Рупчос Пловдивского округа вместе с махалами Скобелево и Кехайов-Чифлик, к переписи 1892 года село было передано околии Пловдив.
По переписи 1900 года село Чурен, центр общины Чурен околии Пловдив Пловдивского округа, имело 112 зданий. В 1905 и 1910 годах — 119 зданий.
По переписи 1920 года в селе Чурен проживало 127 человек (в том числе 1 беженец) в 25 зданиях и 26 домохозяйствах, а в 1926 году было 28 домохозяйств и 28 зданий. В 1934 году село входило в общину Устина Пловдивской околии области Пловдив, в нём по переписи было 36 домохозяйств в 35 жилых зданиях.
С 1949 года — в составе общины Скобелево Пловдивской (с 1955 года 1-й Пловдивской) околии Пловдивского округа. В 1958—59 годах — в общине Гара Кричим той же околии. В 1959 году околии были ликвидированы, и село вошло в состав округа города Пловдив и вскоре было передано общине Перуштица. 26 декабря 1978 года оно вошло в состав общины Пловдив Пловдивского округа. С 1987 года — в Пловдивской области, в том же году было передано общине Родопи.

## Население
| 1900 | 1905 | 1910 | 1920 | 1926 | 1934 | 1946 | 1956 | 1965 | 1975 | 1985 | 1992 | 2001 | 2011 | 2021 |
| ---- | ---- | ---- | ---- | ---- | ---- | ---- | ---- | ---- | ---- | ---- | ---- | ---- | ---- | ---- |
| 610  | 607  | 622  | 127  | 161  | 213  | 245  | 265  | 131  | 82   | 17   | 14   | 9    | 5    | 0    |

### Национальный состав
В течение 1900—1910 годов большая часть населения была помаками (чуть больше 500), также присутствовали болгары (чуть меньше 100 в те же годы) и незначительное количество людей других национальностей. Однако в 1914 году помаки эмигрировали в Турцию.
В 2011 году из пяти человек трое были болгарами.

### Возрастно-половой состав
По переписи 2021 года — без населения, по переписи 2011 года — 5 человек (2 мужчины возрастом 70–74 года, 1 мужчина возрастом 80—84 года и 2 женщины: возрастом 60—64 года и 65–69 лет). Из них трое имели высшее образование, но все были экономически неактивны.

## Политическая ситуация
Чурен подчиняется непосредственно общине и не имеет своего кмета.
Кмет (мэр) общины Родопи — Павел Михайлов Михайлов (Болгарская социалистическая партия (БСП)) по результатам выборов в правление общины.